# Simulium danense
Simulium danense är en tvåvingeart som beskrevs av Gouteux 1979. Simulium danense ingår i släktet Simulium och familjen knott.
Artens utbredningsområde är Elfenbenskusten. Inga underarter finns listade i Catalogue of Life.